# Civitella San Paolo
Civitella San Paolo é uma comuna italiana da região do Lácio, província de Roma, com cerca de 1.437 habitantes. Estende-se por uma área de 20 km², tendo uma densidade populacional de 72 hab/km². Faz fronteira com Capena, Fiano Romano, Nazzano, Ponzano Romano, Rignano Flaminio, Sant'Oreste.

## Demografia
| Variação demográfica do município entre 1861 e 2011                               |
|                                                                                   |
| Fonte: Istituto Nazionale di Statistica (ISTAT) - Elaboração gráfica da Wikipedia |